# Kari Reenpää
Kari Reenpää (till 1935 Renqvist), född 26 april 1902 i Helsingfors, död där 13 maj 1968, var en finländsk bokförläggare. Han var son till Alvar Renqvist.
Reenpää blev diplomingenjör 1925, blev försäljningschef vid det av fadern grundade Förlags Ab Otava 1931 och efterträdde brodern Heikki Reenpää som verkställande direktör 1957. Han tilldelades bergsråds titel 1963.